# Сосновая Поляна (исторический район, Санкт-Петербург)
Сосно́вая Поля́на — исторический район на юго-западе Санкт-Петербурга (Красносельский район).

## История места
К мызе Ивана Сенявина в 1714 г. с запада примыкала мыза поручика Гаврилы Меншикова, с детских лет участника «потешных» забав Петра, выдающегося кораблестроителя. Им здесь была построена усадьба, после его смерти в 1742 г. перешедшая к его вдове. Авдотья Трофимовна владела имением еще в 1747 г. В начале 1760-х гг. оно принадлежало князю Одоевскому, в 1770-х — Закревскому (Андрею Иосифовичу, директору Академии художеств), затем обер-шталмейстеру В. М. Ребиндеру и английскому купцу Россу. На плане 1777 г. здесь показана его усадьба — скромный господский дом с двумя длинными зданиями служб по сторонам, композиционно соответствующий петровским «образцовым» проектам. Во всю 100-саженную ширину «приморского двора» на юг простирается обширный фруктовый сад.
В 1810-х гг. мыза принадлежала другому англичанину — Вару. Около 1816 г. имение купил выдающийся русский государственный деятель, адмирал граф Н. С. Мордвинов (на имя своей жены Г. А. Мордвиновой). Эта дача, в отличие от «дальней» Мордвиновки называлась «ближней». Ко времени приобретения дачи на нижней террасе был разбит пейзажный сад. Усадьба оставалась по-прежнему небольшой, меньше стал и фруктовый сад. Очевидно, дача была предназначена прежде всего для семейного отдыха.
Впоследствии владелицей этой дачи стала дочь адмирала графа Николая Семёновича Мордвинова, Вера Николаевна Столыпина, вдова Аркадия Алексеевича Столыпина, обер-прокурора, с детьми. В их числе был будущий лейб-гусар Алексей Аркадьевич Столыпин, друг М. Ю. Лермонтова, известный под именем Монго. Возможно, именно сюда в 1832 г., в гости к В. Н. Столыпиной, приезжал М. Ю. Лермонтов.
В середине XIX в. имение приобрел купец Ричард Чидсон. В воспоминаниях С. Д. Шереметьева, относящихся к этому времени, упомянута дача «англичанина Чидсона с сохранившимся доселе скучным сереньким домиком». Но, судя по объявлению о продаже 1865 г., в это время здесь существовали «большой господский дом о 14 комнатах со службами и всеми удобствами, другой небольшой новый дом совершенно отдельный, большой сад, огород и фруктовый сад». В 1870-х гг. имение перешло в руки жены штаб-ротмистра Алексея Павловича Львова Александры Яковлевны (дочери сенатора Я. Г. Есиповича). Как гласит объявление 1881 г., она сдавала внаем дачи «меблированные большие и малые с конюшнями, сараями, ледниками, при дачах цветники, большой парк с прудами».
В 1910 г. планировочная структура дачи претерпела коренные изменения. Её владельцы братья Павел Алексеевич и Яков Алексеевич Львовы решили устроить здесь дачный поселок. Подготовка местности была произведена посредством прокладки двух параллельных аллей (западная из них в настоящее время — улица Пограничника Гарькавого, восточная читается в парковом массиве). Усадьба находилась на краю террасы, против восточной части лицевого корпуса дома № 38 по улице Чекистов. Её здания и пруд сохранялись вплоть до войны. Значительная часть принадлежавших Львовым участков была раскуплена и заселена. Дачный поселок был назван Сосновой Поляной. Во 2-й половине 1930-х гг. в состав его северной части был включен квартал двухэтажных каменных домов (часть из них сохранилась). О бывшем поселке ныне напоминают следы его планировки и название жилого района.
В настоящее время территория бывшего имения Ливовых входит в состав двух муниципальных образований № 39 Сосновая Поляна и № 41 Константиновское Красносельского района Санкт-Петербурга.
Между проспектом Ветеранов, улицей Пилютова и линией железной дороги находится одноименный парк Сосновая Поляна. А на севере района, есть Демидовский парк (частью которого является дача Чидсона), при существовавшей некогда усадьбе А. Г. Демидова.